# Gehoekte wortelmot
De gehoekte wortelmot (Dichrorampha obscuratana) is een vlinder uit de familie bladrollers (Tortricidae). De wetenschappelijke naam is voor het eerst geldig gepubliceerd in 1955 door Wolff.
De soort komt voor in Europa.